# اوده‌میش
اودمیش (به ترکی استانبولی: Ödemiş) شهری است در کشور ترکیه که در استان ازمیر واقع شده است. جمعیت این شهر بر اساس سرشماری سال ۲۰۰۸ میلادی ۷۱٬۴۸۰ نفر و بر اساس برآوردهای سال ۲۰۰۹ میلادی ۷۳٬۳۳۰ نفر می‌باشد.